# Modibo Diakité
Modibo Diakité (Bourg-la-Reine, Francia, 2 de marzo de 1987) es un futbolista francés de origen maliense. Juega de defensa y su equipo es la ASD Luiss de la Eccellenza de Italia.

## Clubes
| Club                         | País       | Año       |
| ---------------------------- | ---------- | --------- |
| Pescara Calcio               | Italia     | 2005-2006 |
| S. S. Lazio                  | Italia     | 2006-2013 |
| Sunderland A. F. C.          | Inglaterra | 2013-2014 |
| ACF Fiorentina               | Italia     | 2014      |
| R. C. Deportivo de La Coruña | España     | 2014-2015 |
| Cagliari Calcio              | Italia     | 2015      |
| Frosinone Calcio             | Italia     | 2015-2016 |
| U. C. Sampdoria              | Italia     | 2016      |
| Ternana Calcio               | Italia     | 2017      |
| F. C. Bari 1908              | Italia     | 2017-2018 |
| Ternana Calcio               | Italia     | 2018-2022 |
| Roma City F. C.              | Italia     | 2022-2023 |
| ASD Luiss                    | Italia     | 2023-     |

## Palmarés

### Campeonatos nacionales
| Título              | Club        | País   | Año     |
| ------------------- | ----------- | ------ | ------- |
| Copa Italia         | S. S. Lazio | Italia | 2008-09 |
| Supercopa de Italia | S. S. Lazio | Italia | 2009    |
| Copa Italia         | S. S. Lazio | Italia | 2012-13 |